# Siagneviadukt
Das Siagneviadukt oder auch Viaduc de la Siagne war eine Stahl-Fachwerkbrücke auf Steinsockeln mit obenliegender Fahrbahn der Bahnstrecke Meyrargues–Nizza und überbrückte in 72 m Höhe den Fluss Siagne. Zwei der drei Stahlfachwerkstützen standen auf dem Gebiet des Département Var, die östlichste sowie der östliche Brückenkopf im Département Alpes-Maritimes. Die Gesamtlänge betrug 232 m und war in vier Felder unterteilt: die beiden äußeren hatten eine Länge von 53 m, die beiden inneren von 63 m, die auf je zwei Mauerwerkswiderlagern und drei Metallpfählen aufgesetzt waren.
Zwei der vier Brückenteile wurden auf dem Rückzug der deutschen Besatzer im Zweiten Weltkrieg am 24. August 1944 gesprengt. Weil noch zwei weitere Viadukte bei diesem Rückzug zerstört wurden und die Bahnstrecke bereits zuvor nicht mehr wirtschaftlich arbeiten konnte, erfolgte kein Wiederaufbau der Brücke.